# Eric Lambin
Eric Lambin (Ukkel, 23 september 1962) is een Belgisch geograaf en hoogleraar aan de Université catholique de Louvain (UCL) alsook provostial professor aan Stanford University.

## Loopbaan
Lambin behaalde zijn licentiaat geografie en zijn baccalaureaat in de wijsbegeerte aan de Université catholique de Louvain. In 1988 promoveert hij ook tot doctor in de wetenschappen aan zijn Alma Mater op een proefschrift over het gebruik van waarnemingssatellieten bij de studie van de landbouwsystemen op woestijnvorming in de Sahel. Hij werkte tijdens een postdoc op het Institute for Remote Sensing Applications, onderdeel van het Joint Research Centre, een onderzoekscentrum van de Europese Commissie in Ispra en was actief als assistant professor in Boston University op een onderzoeksproject gefinancierd door de NASA alvorens terug te keren naar Ispra. Op beide locaties was hij actief in het onderzoek van wereldwijde milieuveranderingen middels satellietgegevens.
Sinds 2010 wisselde hij zijn voltijdse aanstelling aan de UCL voor een halftijdse aanstelling en is hij elke winter en lente actief als George and Setsuko Ishiyama Provostial Professor aan Stanford University.
Lambin is lid van de Académie royale des sciences, des lettres et des beaux-arts de Belgique en sinds april 2009 werd hij verkozen tot Foreign Associate van de Amerikaanse National Academy of Sciences. In 2010 werd hij als lid opgenomen in de Academia Europaea. 

## Onderzoeken
Met nieuwe methodologische benaderingen bestudeerde Lambin en zijn team de interactie tussen menselijke activiteit en de natuurlijke ecosystemen. Daarbij werden veranderingen waaronder de vegetatie-oppervlakte in ecosystemen met tijdreeksen van satellietopnames geëvalueerd. Hieruit blijkt het niet-lineair karakter van de transformatie van ecosystemen en de kritische drempels die hierin voorkomen. Recenter werd dit ook gekoppeld aan het voorkomen van ziekten, overgebracht door teken, muggen, vliegen, ... en/of afkomstig van dieren. Dit leidt tot een model waarin ecosystemen, het klimaat, de ecologie, ziekten, het menselijk gedrag en de landbouwpraktijken vervat zitten. Dit interdisciplinair onderzoek is ook van groot belang voor de vooruitgang van de inzichten in de epidemiologie. Lambin formuleert onderbouwd door deze socio-ecologische systemen voorwaarden waarmee een gemeenschap meer duurzaam kan omspringen met de natuurlijke omgeving. Hij documenteerde ook enkele trajecten die een grote voorspellende waarde hebben bij fenomenen als ontbossing en woestijnvorming alsook bij ecologisch herstel.

## Prijzen
- In 2009 werd Lambin laureaat van de Francquiprijs.[3]
- In 2014 werd hij de laureaat van de Volvo Environment Prize.

- Bibliothèque nationale de France: cb14603547h (data)
- Gemeinsame Normdatei: 122634500
- International Standard Name Identifier: 0000 0000 4152 3837
- Library of Congress Control Number: no94038567
- MusicBrainz: 9b23fc5e-877c-4115-92c0-68b61166d225
- Nationale Bibliotheek van Israël: 987007302884505171
- Nederlandse Thesaurus van Auteursnamen: 117635030
- Système universitaire de documentation: 085905291
- Virtual International Authority File: 54397966
- WorldCat: E39PBJht9c9KGR9T9jR49gHgrq